# Керпініштя
Керпініштя (рум. Cărpiniștea) — село у повіті Бузеу в Румунії. Входить до складу комуни Бечень.
Село розташоване на відстані 115 км на північний схід від Бухареста, 24 км на північ від Бузеу, 98 км на захід від Галаца, 95 км на схід від Брашова.

## Населення
За даними перепису населення 2002 року у селі проживали 285 осіб, усі — румуни. Усі жителі села рідною мовою назвали румунську.